# Craspedosis ovalis
Craspedosis ovalis là một loài bướm đêm trong họ Geometridae.